# Tomoe Katoová
Tomoe Katoová (japonsky 加藤 與惠, * 27. května 1978 Tokio) je bývalá japonská fotbalistka.

## Reprezentační kariéra
Za japonskou reprezentaci v letech 1997 až 2008 odehrála 114 reprezentačních utkání. Byla členkou japonské reprezentace i na Mistrovství světa ve fotbale žen 1999, 2003, 2007, Letních olympijských hrách 2004 a 2008.

## Statistiky
| Japonsko | Japonsko | Japonsko |
| Roky     | Záp.     | Góly     |
| -------- | -------- | -------- |
| 1997     | 7        | 0        |
| 1998     | 9        | 0        |
| 1999     | 13       | 0        |
| 2000     | 1        | 0        |
| 2001     | 4        | 0        |
| 2002     | 9        | 0        |
| 2003     | 14       | 2        |
| 2004     | 11       | 0        |
| 2005     | 9        | 1        |
| 2006     | 16       | 2        |
| 2007     | 17       | 2        |
| 2008     | 4        | 1        |
| Celkem   | 114      | 8        |

## Úspěchy

### Reprezentační
- Mistrovství Asie:  1997, 2008